# Tolidostena japonica
Tolidostena japonica es una especie de coleóptero de la familia Mordellidae. La especie fue descrita científicamente por Tokeji en 1953.

## Subespecies
- Tolidostena japonica fusei (Tokeji, 1953)

= Mordellochroa fusei Tokeji, 1953
- Tolidostena japonica japonica (Tokeji, 1953)

= Mordellochroa japonica Tokeji, 1953

## Distribución geográfica
Habita en Japón.